# 畠山景吉
畠山 景吉（はたけやま かげよし）は、安土桃山時代から江戸時代前期にかけての武士・医師。

## 概要
安芸国出身。時期は不明だが、16歳の頃に曲直瀬玄朔の下で医学を学び、剃髪して玄昌を称し文幽庵と号した。22歳で毛利輝元・毛利秀就に仕えたという。慶長15年（1610年）4月14日には、勅命で法橋に叙されている。寛永6年（1629年）1月22日には徳川秀忠・徳川家光に仕え法眼に叙された。同16年（1638年）には家光を診察し薬を調合している。同18年（1640年）には徳川家綱の病気を直し、白銀と武蔵国忍に500石の所領を賜っている。子孫には元禄16年（1704年）6月27日に妻の下女を強姦し斬刑となった畠山元悦がいるとされる。

## 系譜
『寛政重修諸家譜』によると、畠山尾張守勝政の末裔とされる。同家譜では勝政は畠山尚順と同一人物であると推察されている。勝政の子には政義、永澄（石垣・神保）、播磨守政度がいる。他の系図では畠山政尚（政能）の別名が政義とされているものの、景吉の系図に見える「政義」の子には高政がいるため、ここでの「政義」は畠山政国（政尚の父）と同一人物であると考えられる。一方政度は、畠山国儔の家譜に見える畠山時熙と同一人物であるとされているものの、時熙という人物は一次史料では確認できない。尚順の子で播磨守を名乗っているのは晴熙と政国であり、「政義＝政国」であるとすれば「政度＝時熙＝晴熙」となる。政度の子は高度で、和泉国土生に住んだとされる。高度の子は元忠、元忠の子は景吉の父・元長である。